# شکستگی اولنا
شکستگی اولنا (به انگلیسی: Ulna fracture) شکستگی استخوان اولنا یا همان زند زیرین است. استخوان اولنا یکی از دو استخوان در ناحیه ساعد است. این شکستگی اغلب با شکستگی استخوان زند زبرین هم همراه است.
این شکستگی اولنا می‌تواند یک شکستگی مانند شکستگی اصطکاک شبانه که ناشی از ضربه است باشد که اغلب به همراه بازو در حالت حفاظت و دفاع قرار می‌گیرد، به‌ویژه هنگامی که شخص دست خود را بالا نگه می‌دارد تا سر خود را از آسیب محافظت کند. استخوان اولنا همچنین می‌تواند پس از افتادن روی بازو یا افتادن روی بازوی کشیده شکسته شود. 
شکستگی اولنا در مردان و زنان پیش از ۴۰ سالگی و در زنان پس از ۶۰ سالگی بیشتر دیده می‌شود. همچنین نوجوانانی که ورزش می‌کنند بیشتر در معرض خطر هستند.